# Li (Longnan)
Der Kreis Li (chinesisch 礼县; Pinyin: Lǐ Xiàn) ist ein Kreis der bezirksfreien Stadt Longnan im Südosten der nordwestchinesischen Provinz Gansu. Er hat eine Fläche von 4.263 km² und zählt 473.900 Einwohner (Stand: Ende 2018). Sein Hauptort ist die Großgemeinde Chengguan (城关镇).
Die Stätte und Gräber von Dabaozishan (Dabaozishan yizhi ji muqun 大堡子山遗址及墓群) stehen seit 2001 auf der Liste der Denkmäler der Volksrepublik China (5-121).